# Lord Peter et l'Autre
Lord Peter et l'Autre  — Murder Must Advertise dans l'édition originale britannique — est un roman policier publié par Dorothy L. Sayers en 1933. C'est le 8e roman de la série mettant en scène Lord Peter Wimsey, l'aristocrate détective amateur. Dorothy Sayers situe l'intrigue de ce roman dans une agence de publicité fictive créée à partir de ses propres souvenirs de l'agence S. H. Benson où elle travailla pendant de nombreuses années.

## Résumé
À l'agence de publicité Pym, personne n'a le cœur à la fête depuis que le jeune Dean est décédé après avoir fait une mauvaise chute dans l'escalier en colimaçon de l'établissement. Or, certains responsables doutent qu'il s'agisse d'un simple accident et, pour tirer cela au clair, s'attachent les services de Lord Peter. Sous la fausse identité de Mr. Bredon, ce dernier se fait embaucher par la firme et, en fort peu de temps, établit de solides liens d'amitié avec les employés.  Cette couverture apparaît d'autant plus crédible qu'il parvient à concevoir l'une des meilleures campagnes de publicité de l'agence.  Lord Peter en apprendra aussi beaucoup sur chacun. Il parvient surtout à sonder le passé du défunt Victor Dean et ses liens avec un cercle de consommateurs de cocaïne, dont le fournisseur paraît bien être un certain Major Milligan. Quand Lord Peter saisit comment, grâce à l'agence, transite la drogue et l'argent, il se fait plus d'un ennemi...

## Honneurs
Lord Peter et l'Autre occupe la 22e place au classement des cent meilleurs romans policiers de tous les temps établie par la Crime Writers' Association en 1990.
Lord Peter et l'Autre occupe aussi la 56e place au classement des cent meilleurs livres policiers de tous les temps établi par en 1995 l'association des Mystery Writers of America.

## Éditions
Édition originale en anglais
- (en) Dorothy L. Sayers, Murder Must Advertise, Londres, Victor Gollancz, 1933 — Édition britannique
- (en) Dorothy L. Sayers, Murder Must Advertise, New York, Harcourt Brace, 1933 — Édition américaine

Éditions françaises
- (fr) Dorothy L. Sayers (auteur) et Marie Mavraud (traducteur), Lord Peter et l'Autre [« Murder Must Advertise »], Paris, Librairie des Champs-Élysées, coll. « Le Masque no 174 », 1984, 245 p. (BNF 31307334)
- (fr) Dorothy L. Sayers (auteur) et Marie Mavraud (traducteur) (trad. de l'anglais), Lord Peter et l'Autre [« Murder Must Advertise »], Paris, Librairie des Champs-Élysées, coll. « Le Masque. Les Reines du crime no 174 », 2003, 287 p. (ISBN 2-7024-3129-1, BNF 39016356) Cette réédition propose une traduction revue et complétée avec plus de quarante pages.

## Adaptation
La BBC a produit en 1973 une adaptation pour la télévision de Lord Peter et l'Autre, avec Ian Carmichael dans le rôle de Lord Peter Wimsey.